# Monastyr Sołowiecki
Monastyr Sołowiecki, Sołowiecki Monastyr Przemienienia Pańskiego (ros. Cоловецкий монастырь, Спасо-Преображе́нский Солове́цкий монасты́рь) – stauropigialny rosyjski klasztor prawosławny, położony na Wyspach Sołowieckich między lądowym Jeziorem Świętym a Zatoką Pomyślności na Morzu Białym.

## Historia

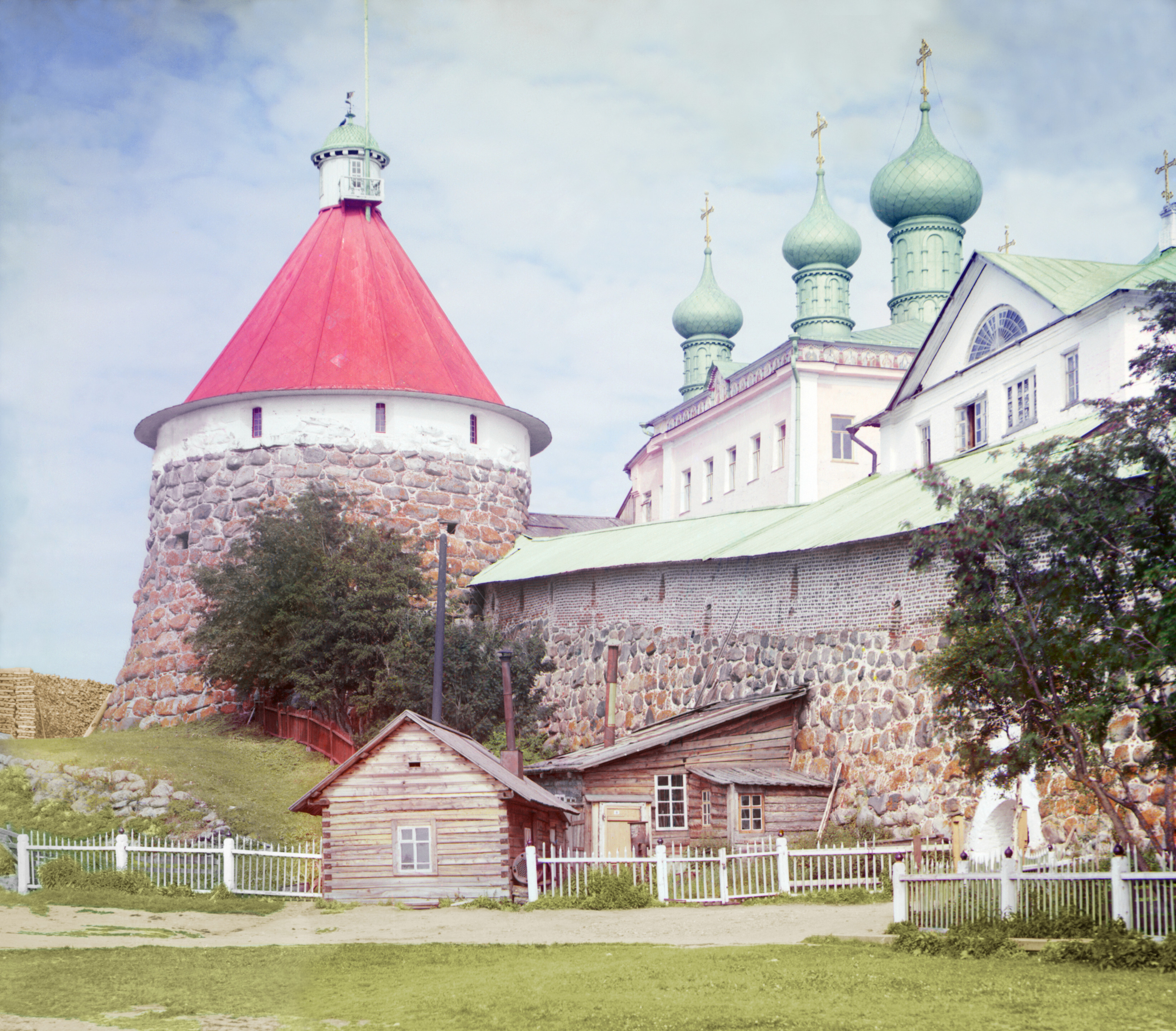
Jedna z wież klasztoru

Monastyr był największą twierdzą w północnej części Imperium Rosyjskiego. Klasztor został założony pod koniec 1429 przez mnichów Germana i Sawwacjusza z monastyru św. Cyryla Biełozierskiego. Głównym twórcą klasztoru był jednak św. Zozym.
W XV i XVI wieku klasztor przeżywał swój rozkwit, rozwijał działalność handlową, stając się tym samym centrum gospodarczym i politycznym w całym regionie Morza Białego. Handlowano głównie solą uzyskiwaną z wód morza metodą opracowaną przez ojca Tarazjusza i owocami morza – głównie ostrygami hodowanymi przez św. Tryfona. Rozwijało się rybołówstwo, wydobycie mik i pereł. Archimandryci klasztoru byli mianowani przez cara i patriarchę.
W latach 1537–1565 ihumenem klasztoru był Filip II, późniejszy metropolita Moskwy.
W XVII wieku w klasztorze było 350 mnichów i pracowało 600–700 pracowników, rzemieślników i chłopów. W latach 50. i 60. XVII w. klasztor stanowił jedną z twierdz staroobrzędowców.
W 1694 monastyr odwiedził Piotr Wielki. W drugiej połowie lipca 1711 ukazem Piotra I unicki biskup łucki Dionizy Żabokrzycki został za odmowę powrotu do prawosławia skazany na dożywotnie więzienie w monasterze, gdzie następnie zmarł.

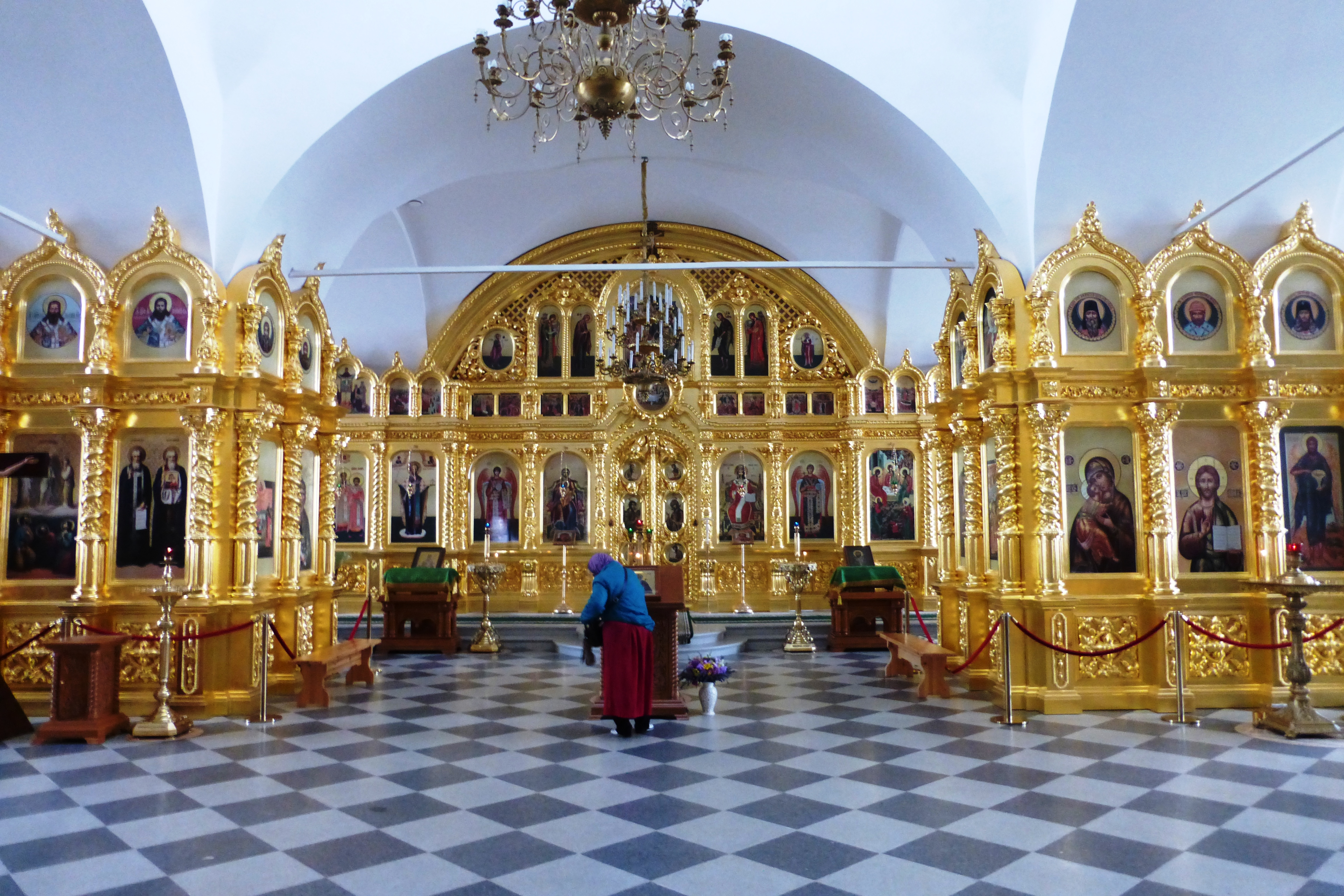
Ikonostas w soborze

Po przewrocie bolszewickim (rewolucji październikowej) w latach 1923–1939 klasztor służył za obóz koncentracyjny OGPU/NKWD (Sołowiecki Obóz Specjalnego Przeznaczenia (SŁON)) dla więźniów politycznych, w którym zginęło kilkanaście tysięcy ludzi. Obóz sołowiecki posłużył jako prototyp dla systemu łagrów Gułag, rozwiniętego po 1929. Pod koniec 1923 w obozie znajdowało się 2557 więźniów, na początku 1931 już 71 800. W kolejnych latach liczba więźniów spadła do 19 tysięcy (1933). W 1937 obóz został zaadaptowany na więzienie NKWD. W 1939 miejscowość Sołowki stała się bazą szkoleniową marynarki wojennej.
W 1967 na terenie monastyru powstało Muzeum Sołowieckie. W 1983 wyspę opuściło wojsko, a archipelag otrzymał status rezerwatu. W 1990 w mury klasztoru powrócili mnisi Rosyjskiej Cerkwi Prawosławnej.

## Architektura

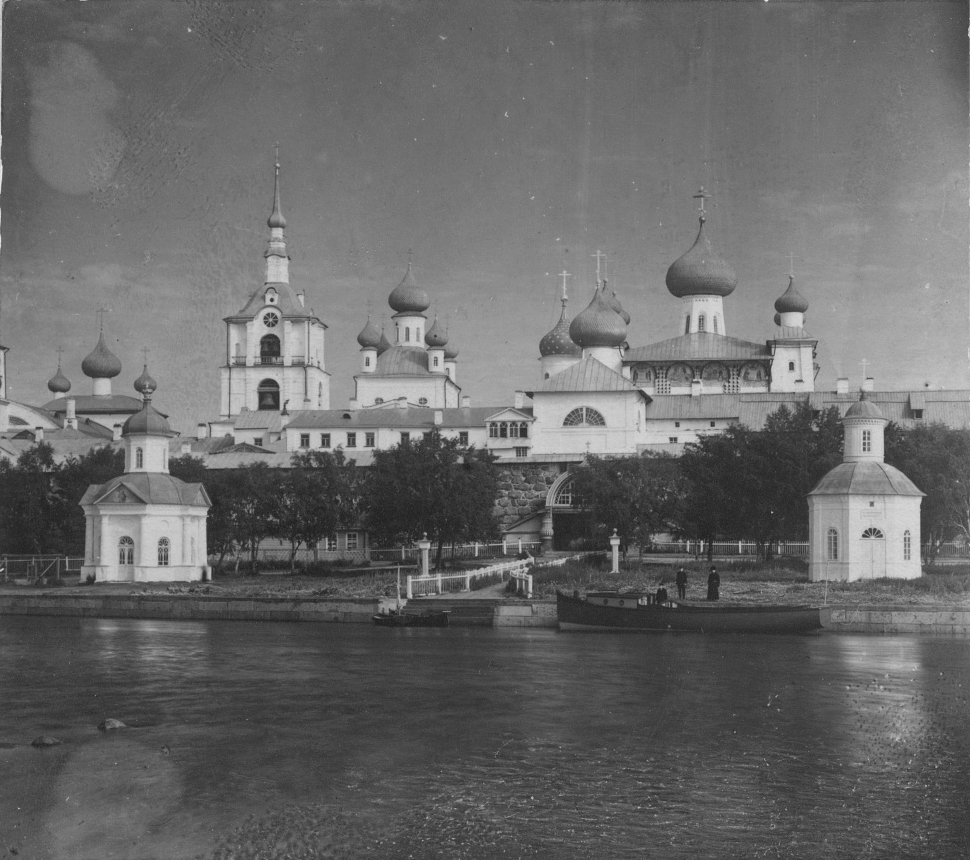
Monastyr Sołowiecki 1916

Klasztor otoczony był dwukilometrowym kamiennym murem z siedmioma bramami, zbudowany z głazów o wadze dochodzącej do 14 ton i grubości do 8 metrów. Monastyr składał się z dwóch soborów – soboru Zaśnięcia Matki Bożej z refektarzem i soboru Przemienienia Pańskiego (wybudowanego w latach 1556–1564), największego obiektu monastyru strawionego pożarem w 1923. Sobory były połączone ze sobą długą, zadaszoną galerią. Na terenie zabudowań znajdowało się ponadto pięć cerkwi m.in. cerkiew Świętego. Mikołaja (1834), a za nią kościół Świętej Trójcy, odrębna dzwonnica (kołokolnia), siedem baszt zwanych odpowiednio: Nikolskaja, Kwasowariennaja, Powariennaja, Archangielskaja, Biełaja, Priadilnaja Basznia, młyn wodny z początku XVII wieku, refektarz oraz liczne budynki gospodarcze i mieszkalne. Wewnątrz znajdują się liczne pasaże i krużganki. W podziemiach klasztoru znajdują się lochy i kazamaty.